# Wilhelm Würfel
Wilhelm Würfel (Wenzel Würfel, Václav Würfel; * 1790 in Planany; † 22. April 1832 in Wien) war ein tschechischer Komponist, Organist, Pianist und Musikpädagoge.
Würfel war Schüler von Václav Jan Křtitel Tomášek und wurde ein ausgezeichneter Pianist. Von 1815 bis 1824 unterrichtete er am Warschauer Konservatorium und war dort Orgellehrer von Frédéric Chopin. Die letzten Jahre seines Lebens war er Dirigent am Kärntnertortheater.
Würfels deutschsprachige Oper Rübezahl wurde mit Erfolg am Theater an der Wien gespielt. Weiterhin vertonte er einige Volkslieder, z. B. Wie herrlich ists im Wald.